# Ludwigstraße (Ingolstadt)

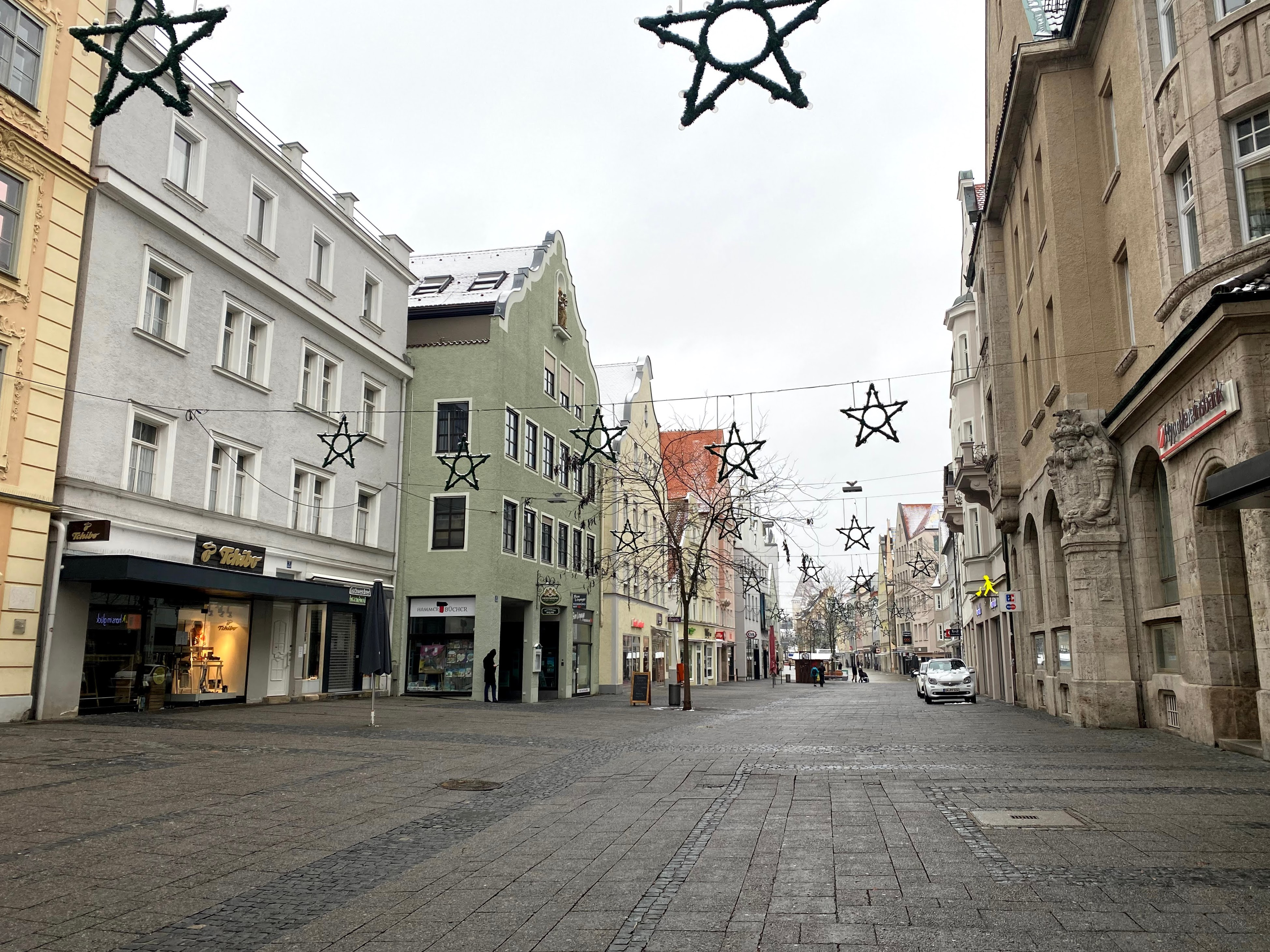
Ludwigstraße in Ingolstadt

Die Ludwigstraße in Ingolstadt ist, neben der Theresienstraße, eine der beiden Hauptstraßen der Ingolstädter Fußgängerzone.

## Verlauf
Die Straße verläuft auf einer Länge von ca. 380 Metern zwischen der Kreuzung Am Stein—Moritzstraße—Theresienstraße bis zum Paradeplatz, an dem sich das Neue Schloss befindet.

## Bebauung

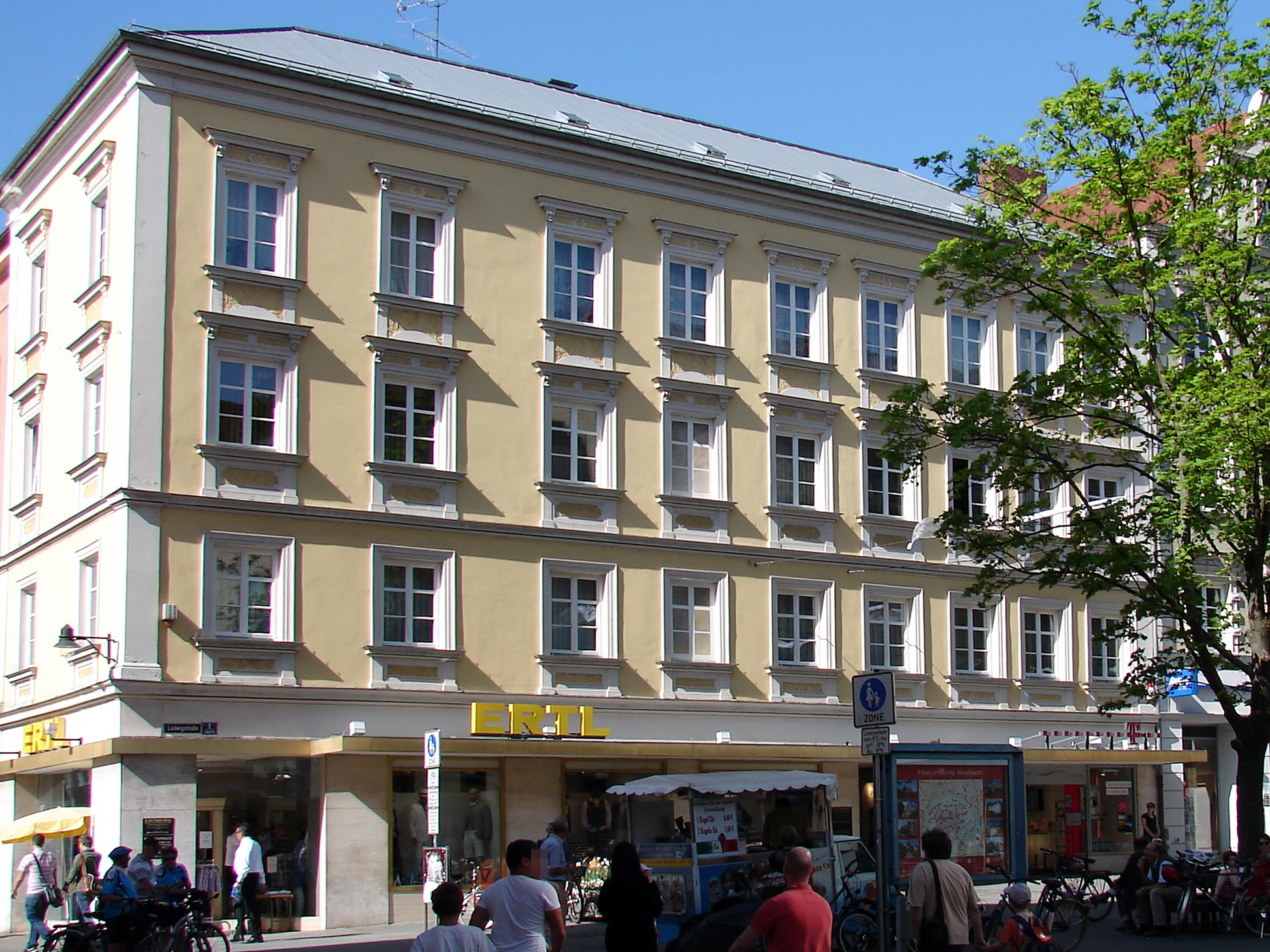
Ludwigstraße 1

Durch die Lage der Straße in der weitgehend erhaltenen historischen Altstadt befinden sich hier viele Baudenkmäler.
| Nr. | Objekt                  | Akten-Nr.      |
| --- | ----------------------- | -------------- |
| 01  | Wohn- und Geschäftshaus | D-1-61-000-252 |
| 03  | Wohn- und Geschäftshaus | D-1-61-000-253 |
| 05  | Ickstatthaus            | D-1-61-000-254 |
| 06  | Bankgebäude             | D-1-61-000-255 |
| 10  | Wohn- und Geschäftshaus | D-1-61-000-256 |
| 13  | Wohn- und Geschäftshaus | D-1-61-000-258 |
| 22  | Wohn- und Geschäftshaus | D-1-61-000-259 |
| 38  | Wohnhaus                | D-1-61-000-261 |

Siehe auch: Liste der Baudenkmäler in Ingolstadt
Koordinaten: 48° 45′ 51,8″ N, 11° 25′ 36,9″ O